# Paul Keating

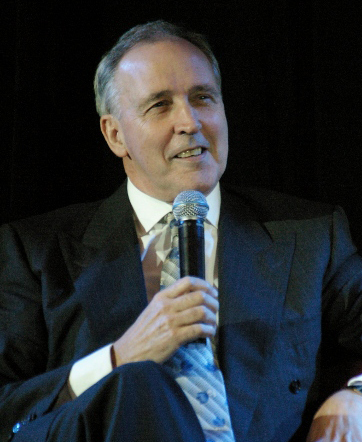
Paul Keating 2007

Paul John Keating (* 18. Januar 1944 in Sydney) ist ein australischer Politiker. Er war 1983 bis 1991 Schatzkanzler unter Premierminister Bob Hawke. In diesem Amt gab er den Wechselkurs des australischen Dollars frei und liberalisierte die Wirtschaft. Zudem fiel in seine Amtszeit Hochzinspolitik und die berüchtigte „recession we had to have“, die „Rezession, die wir brauchten“, wie er selbst erinnernswert formulierte. Vom 20. Dezember 1991 bis zum 11. März 1996 war er selbst als Nachfolger Hawkes Premierminister. 

## Leben
Keating erhielt seine Ausbildung am College De La Salle in Bankstown. Mit 15 Jahren verließ er die Schule und schloss sich der australischen Arbeiterpartei an. 1966 wurde er Präsident des NSW Labor Youth Council. 1969 kam er ins Repräsentantenhaus und 1975 wurde er jüngster Bundesminister Australiens. Zwischen 1976 und 1983 diente er im Schattenkabinett der Opposition und war Sprecher verschiedener Ressorts, unter anderem Landwirtschaft, Bergbau und Energie. Während dieser Zeit war Keating auch Provinzvorsitzender der Australian Labor Party (ALP) in New South Wales.
Als die ALP im März 1983 wieder an die Regierung kam, wurde Keating Schatzkanzler. Eine Position, die er bis 1991 innehatte. In dieser Rolle zeichnete Keating verantwortlich für weitreichende Wirtschaftsreformen, umfassender Steuerreformen. Weiterhin war er in dieser Zeit verantwortlich für die Neuregulierung der staatlichen Fluglinie und des Fernmeldewesens. 
1991 wurde er Premierminister als Nachfolger von Bob Hawke. Er führte mit seiner Partei sein progressives Reformprogramm fort, das die Einführung nationaler Lehrpläne an Schulen sowie ein nationales Rentengesetz vorsah. Ebenso wichtig waren ihm Einsparungen im Staatshaushalt sowie die Behebung der Probleme australischer Langzeitarbeitsloser. Als wichtigstes Ergebnis seiner Amtszeit kann die Regelung der Landrechte der australischen Urbevölkerung, der Aborigines, und die Einführung der entsprechenden Gesetze angesehen werden. 
Keating richtete sein Augenmerk auf die australische Außenpolitik in Bezug auf die asiatischen Gebiete als nächste Nachbarn. Er übernahm eine aktive Rolle bei der Gründung der APEC, der Asia Pacific Economic Cooperation. Auch andere bilaterale Verbindung mit den Nachbarn Australiens förderte er, insbesondere zu Indonesien.
Bei den Parlamentswahlen im März 1996 musste die Labor Party hohe Verluste hinnehmen. Amtsnachfolger von Paul Keating wurde John Howard von der Liberal Party of Australia. Keating trat auch als Abgeordneter zurück.
Am 15. April 2003 wurde Keating mit der Ehrendoktorwürde für seine wirtschaftlichen und gesetzgeberischen Reformen und die Verbesserung der Beziehungen zu Asien ausgezeichnet. 
Sein im März 2000 veröffentlichtes Buch Engagement: Australia Faces the Asia-Pacific beschreibt seine Aktivitäten als Premierminister. 
Keating heiratete 1976 die niederländische Alitalia-Stewardess Annita van Iersel (* 5. Oktober 1948), mit der er vier Kinder bekam. 1998 erfolgte eine Trennung, und Paul Keating ging eine Verbindung mit der Schauspielerin Julieanne Newbould (* 1957) ein, die aus einer vorangegangenen Ehe mit einem Arzt für Allgemeinmedizin zwei Kinder hatte. Die Ehe mit Annita, die sich seither als Künstlerin betätigt, wurde 2008 formell geschieden. Keating lebt im Sydneyer Viertel Potts Point.